# Pillgram
Pillgram ist ein Ortsteil der Gemeinde Jacobsdorf (Mark) im Landkreis Oder-Spree in Brandenburg.
Namensschwester ist die tschechische Stadt Pilgram (Pelhřimov).

## Lage
Pillgram liegt im Osten des Landes Brandenburg, ca. 90 km südöstlich von Berlin und 10 km westlich von Frankfurt an der Oder. Durch den Ort führt ein Jakobsweg, der als Pilgerweg von Frankfurt (Oder) nach Santiago de Compostela führt.

## Geschichte und Etymologie

### Frühzeit bis 15. Jahrhundert
Seit der Bronzezeit ist der Ort eine Siedlungsstelle, wie Funde, unter anderem im Garten des Weinbergschen Büdnerhauses und in der Umgebung, belegen. Archäologen konnten bei weiteren Ausgrabungen auch Spuren aus der jungslawischen Zeit um das 11. Jahrhundert belegen. Mit dem Vorrücken der Askanier Mitte des 13. Jahrhunderts in deren Raum veränderte sich der historische Handelsweg auf eine Linie, die von Müncheberg über Frankfurt (Oder) bis nach Posen reichte. Entlang des Weges entstanden neue Siedlungen. Diese wurden von den Markgrafen mit vier Hufen für jede neu gegründete Kirche ausgestattet. Infolgedessen entstanden in zahlreichen Orten neue Sakralbauten. In diesem Zusammenhang erschien auch ein Lokator Heinrich Pilgerinne oder Pilgerim. Dieser wurde erstmals am 1. September 1319 in einer Urkunde in Guben wurde erwähnt. Die Gemeinde vermutet in ihm den Begründer von Pilgrim. Im Laufe der Zeiten wandelte sich der Name über Pilgerim (pillgerim, mittelhochdeutsch: pilgerim → Wallfahrer, germanisch walon → wandern, umherziehen), Pylgerim und Pillegrim zu seiner heutigen Form Pillgram. Vor 1399 bis nach 1460 wurde der Ort an Herman Boetil (in anderen Dokumenten erscheint er als Boytel, Beutel, Botel) belehnt. Im Jahr 1400 erschien Pillgerim in einer Urkunde der Kartäuser als Ort mit 64 Hufen, davon vier für den Pfarrer. Daher ist es wahrscheinlich, dass es zu dieser Zeit bereits eine Kirche im Ort gegeben hat. 1405 erschien sie erstmals als Pfarrkirche in einem Dokument des Bistums Lebus. Zu dieser Zeit musste der Ort jährlich vier Talente an den Klerus zahlen. 1415, vor allem 1420, erschienen die von Burgsdorff als neue Herrscher; mit Sebaldus (Zabel) von Burgsdorff-Podelzig. Die Burgsdorff sollten die Geschicke des Ortes bis in das Jahr 1598 lenken. Sie belehnen ab 1441 die Familie Grosse aus Frankfurt (Oder) mit dem Ort. Der Ertrag muss jedoch nicht sehr groß gewesen sein, denn bereits vor 1443 bis nach 1460 wechselt Pillgram erneut den Besitzer. Im 15. Jahrhundert führt die Familie von Hohendorf Besitztum im Lande Lebus auf, auch in Pillgram. Vor 1484 bis 1576 erschien die Familie derer von Eichendorff. Sie bewohnten in der Überlieferung das Gut Eichendorff (vermutlich ein Vorwerk), das im 21. Jahrhundert verschollen ist. Ab dem 26. März 1500 wird erneut die Familie Grosse mit dem Ort belehnt, danach trat von 1538 bis 1598 der Kurfürst Joachim II. als Eigentümer auf.

### 16. Jahrhundert

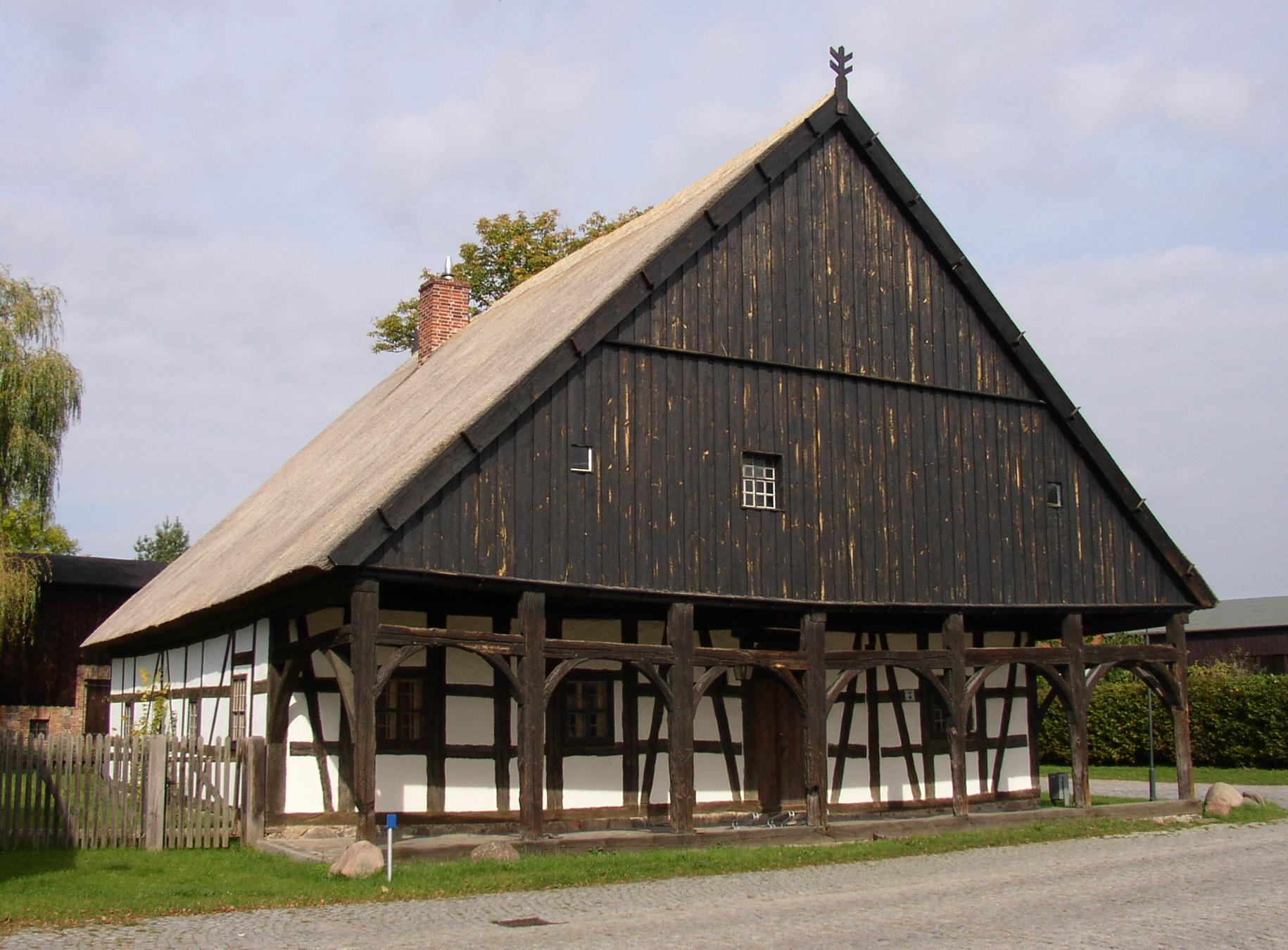
Giebellaubenhaus von 1594/1595

1539 kam die Reformation in den Ort. Der Fürst belehnte in Folge erneut wechselnde Personen mit dem Ort, darunter 1574 Friedrich von Burgsdorff, von 1576 bis 1582 die von Eichendorff und die von Röbel. In den Jahren 1594 und 1595 entstand das Giebellaubenhaus, ein aus Fachwerk errichtetes Vorlaubenhaus. 1608 errichteten die von Röbel einen Rittersitz im Ort. Dieser wurde im Dreißigjährigen Krieg verwüstet. Aus dem Jahr 1654 ist überliefert, dass sechs Bauernhufen und zwölf Kötterhöfe wüst lagen. 1662 errichten Handwerker unter dem Lehnsträger Bergius eine Schule. Sie gelangte ab 1665 in den Einflussbereich des Amtes Biegen; ab 1670 der gesamte Ort.

### 17. Jahrhundert
Anfang des 17. Jahrhunderts hat sich das Dorf weitgehend von den Kriegseinwirkungen erholt. Es gelangte von 1713 bis 1727 an Fürst Menschikow. In seine Zeit fiel auch die Einführung der Schulpflicht im Jahr 1717. Menschikow belehnte um 1720 die von Burgsdorff mit Pillgram, anschließend gelangte der Ort von 1727 bis 1731 erneut an das Amt Biegen. Wiederum dürften die Erträge nur gering gewesen sein, denn von 1731 bis 1739 trat Ernst Johann von Biron, von 1739 bis 1730 Burkhard Christoph von Münnich und anschließend erneut das Amt als Lehnsherr auf. Um 1745 ließ die Kirchengemeinde die Kirche erheblich umbauen, bevor der Siebenjährige Krieg erneut Leid über den Ort brachte. 1781 gründeten Büdnerfamilien das Vorwerk Neu-Pillgram. Im Jahr 1800 entstand im Ort eine Brauerei und Brennerei.

### 18. bis 21. Jahrhundert
Neu-Pillgram, eine in amtlichen Quellen als Domainen-Vorwerk bezeichnete Kolonie, wurde 1805 eingekircht. Aus dem Jahr 1840 sind ein privates Vorwerk, eine Kolonie sowie 47 Wohngebäude überliefert. 
Zeitgleich begann im Landkreis Lebus und auch bei Pillgram stufenweise die Erschließung von Kohlevorkommen. Die Grube des Ortes erhielt die Konsension mit dem Namen Mit Gott. Später wurde eine schmalspurige Pferdebahn als Logistik errichtet und diente zur Verbindung mit dem Förderschacht Friedrichs Hoffnung. Als erster Hauptinitiator der Maßnahmen galt ein Jurist, selbst mit Grundbesitz in Nordbrandenburg ausgestattet, Conrad von Rappard.
Nach dem erstmals 1879 amtlich publizierten Generaladressbuch der Ritterguts- und Gutsbesitzer für die Provinz Brandenburg ist Gutsbesitzer, aus Aschersleben kommend, Herr Schoch jun., Nachfolger des Viktor Schoch (1802–1877), auf 708 ha ausgewiesen. Pillgram war damals ein nicht kreistagsfähiges Gut, also kein Rittergut. Es begann parallel ein bescheidener wirtschaftlicher Aufschwung. Er wurde durch den Abbau von Braunkohle befördert, die mit der neu entstandenen Niederschlesisch-Märkischen Eisenbahn abtransportiert wurde. 1898 erwirbt die in der Region weit verbreitete Pächter- und Gutsbesitzerfamilie Schulz das Gut Pillgram, namentlich Karl Hugo Schulz-Rosengarten (1854–1907). Nach dem Ende des Ersten Weltkriegs stellten die Bewohner im Jahr 1918 neben der Kirche ein Denkmal für die Gefallenen auf. 1920 trat der Gutsbesitzer Joachim Ernst Hugo Rudolf Schulz-Pillgram (1895–1967) als Eigentümer des Rittergutes auf. Sein Besitz umfasste 1923 etwa 704 ha Land. Als Verwalter war ein Administrator namens Brehmer bestellt. Das spricht dafür, dass ein Kreditgeber (Kur- und Neumärkische Ritterschaftliche Darlehnskasse Frankfurt a. O.) dies als Auflage festgelegt hatte. Gutsbesitzer Joachim Schulz (1895–1967) und seine beiden Söhne wurden später aktive Offiziere. In der Zeit des Nationalsozialismus mussten Juden im Ort Zwangsarbeit leisten. Zum Ende des Zweiten Weltkriegs verließen zahlreiche Einwohner den Ort. Die Gebäude, darunter auch die Kirche, wurden zum Teil schwer beschädigt. Die Gutsbesitzerfamilie wurde 1945/1946 enteignet und lebte nachfolgend in Niedersachsen. Nach dem Krieg erhielten die Familienmitglieder die amtliche Erlaubnis den Doppelnamen Schulz-Pillgram zu führen. 
Nach Kriegsende wird der Bahnhof auf Anordnung der SMAD zum Umschlagsplatz für Reparationen. Bis 1950 gehörte Pillgram zum Landkreis Lebus, danach zum Kreis Seelow, seit 1952 nach der DDR-Gebietsreform zum Bezirk Frankfurt/Oder; seit 1990 zum wieder gegründeten Land Brandenburg.
Seit 31. Dezember 2002 ist Pillgram rechtswirksam ein Ortsteil von Jacobsdorf. Der Ortsteil hat einen eigenen Ortsbürgermeister.

## Sehenswürdigkeiten
- Das Giebellaubenhaus ist ein Vorlaubenhaus und das einzige Gehöft, welches den Dreißigjährigen Krieg schadlos überstanden hat. Das in seiner Art einzigartige, Ende des 16. Jahrhunderts erbaute Haus, wurde als bäuerliches Wohnhaus gebaut. Die Vorlaube war Herberge, Dorfkrug und Umspann- und Postkutschenstation. Seit 2012 wird sie als Vereinshaus und für Familienfeiern genutzt und birgt die ortskundliche Sammlung der Familie Weinberg. Diese betätigt sich als Ortshistoriker, seit man auf ihrem Grundstück erste Fundstücke aus der Bronzezeit barg.
- Die Dorfkirche Pillgram ist eine Feldsteinkirche aus der zweiten Hälfte des 13. Jahrhunderts. Sehenswert sind unter anderem die Glasfenster, die 1959 der Künstler Gerhard Olbrich schuf.

## Wirtschaft und Infrastruktur

### Wirtschaft
Im Ort gibt es diverse kleinere Unternehmen meist handwerklicher oder landwirtschaftlicher Art.

### Öffentlicher Verkehr
Am Bahnhof hält stündlich der RE1 von DB Regio auf der Bahnstrecke Frankfurt (Oder)–Berlin. Weiterhin existiert eine Busverbindung über Briesen (Mark) nach Fürstenwalde, die meist von Grundschülern der umliegenden Orte genutzt wird.

### Straßenverkehr
Die umliegenden Orte wie Frankfurt (Oder) oder Müllrose können auch mit dem Pkw angefahren werden. Das ausgebaute Straßennetz führt u. a. zur Autobahn A12 – Abfahrt Müllrose (7). Von dort aus sind es neben 20 Minuten nach Fürstenwalde unter anderem ca. 40 Minuten zum Flughafen Berlin Brandenburg sowie ungefähr 60 Minuten bis Berlin-Mitte.

### Bildung
Eine Grundschule befindet sich in Briesen (Mark), des Weiteren besteht die Möglichkeit zum Schulbesuch in Müllrose. Weiterführende Schulen unterschiedlichster inhaltlicher Ausrichtung gibt es in Frankfurt (Oder) und Fürstenwalde/Spree.

## Söhne und Töchter der Gemeinde
- Ernst Jähde (1860–1923), Unternehmer und Erfinder, Gründer der Glasfabrik Schönborn (Niederlausitz)
- Lothar Schünemann (* 1938), Endurosportler